# Halowe Mistrzostwa Europy w Lekkoatletyce 1988 – bieg na 60 m przez płotki kobiet
Bieg na 60 metrów przez płotki kobiet – jedna z konkurencji biegowych rozgrywanych podczas halowych lekkoatletycznych mistrzostw Europy w  hali Sport Csárnok w Budapeszcie. Eliminacje, półfinały i bieg finałowy zostały rozegrane 5 marca 1988. Zwyciężyła reprezentantka Niemieckiej Republiki Demokratycznej Cornelia Oschkenat. Tytułu zdobytego na poprzednich mistrzostwach nie broniła Jordanka Donkowa z Bułgarii.

## Rezultaty

### Eliminacje
Rozegrano 4 biegi eliminacyjnych, do których przystąpiło 17 biegaczki. Awans do półfinałów dawało zajęcie jednego z pierwszych dwóch miejsc w swoim biegu (Q). Skład półfinałów uzupełniły cztery zawodniczki z najlepszym czasem wśród przegranych (q).
Opracowano na podstawie materiału źródłowego.
Bieg 1
| Miejsce | Zawodniczka      | Czas | Uwagi |
| ------- | ---------------- | ---- | ----- |
| 1       | Mihaela Pogăcean | 7,98 | Q     |
| 2       | Marjan Olyslager | 8,05 | Q     |
| 3       | Ulrike Kleindl   | 8,23 | q     |
| 4       | Mary Massarin    | 8,40 |       |
| –       | Kerstin Knabe    | DNF  |       |

Bieg 2
| Miejsce | Zawodniczka      | Czas | Uwagi |
| ------- | ---------------- | ---- | ----- |
| 1       | Ginka Zagorczewa | 8,00 | Q     |
| 2       | Laurence Elloy   | 8,02 | Q     |
| 3       | Jitka Tesárková  | 8,36 | q     |
| 4       | Carla Tuzzi      | 8,52 |       |

Bieg 3
| Miejsce | Zawodniczka         | Czas | Uwagi |
| ------- | ------------------- | ---- | ----- |
| 1       | Rita Heggli         | 8,09 | Q     |
| 2       | Claudia Zaczkiewicz | 8,12 | Q     |
| 3       | Anne Piquereau      | 8,36 |       |
| –       | Sabine Seitl        | DNF  |       |

Bieg 4
| Miejsce | Zawodniczka        | Czas | Uwagi |
| ------- | ------------------ | ---- | ----- |
| 1       | Cornelia Oschkenat | 7,98 | Q     |
| 2       | Ewa Sokołowa       | 7,99 | Q     |
| 3       | Florence Colle     | 8,05 | q     |
| 4       | Gabi Lippe         | 8,28 | q     |

### Półfinały
Rozegrano 2 biegi półfinałowe, w których wystartowało 12 biegaczek. Awans do finału dawało zajęcie jednego z trzech pierwszych miejsc w swoim biegu (Q).
Opracowano na podstawie materiału źródłowego.
Bieg 1
| Miejsce | Zawodniczka         | Czas | Uwagi |
| ------- | ------------------- | ---- | ----- |
| 1       | Cornelia Oschkenat  | 7,83 | Q     |
| 2       | Laurence Elloy      | 7,92 | Q     |
| 3       | Ginka Zagorczewa    | 7,97 | Q     |
| 4       | Claudia Zaczkiewicz | 7,98 |       |
| 5       | Rita Heggli         | 8,07 |       |
| 6       | Jitka Tesárková     | 8,31 |       |

Bieg 2
| Miejsce | Zawodniczka      | Czas | Uwagi |
| ------- | ---------------- | ---- | ----- |
| 1       | Mihaela Pogăcean | 7,86 | Q     |
| 2       | Marjan Olyslager | 7,95 | Q     |
| 3       | Florence Colle   | 7,97 | Q     |
| 4       | Ewa Sokołowa     | 7,97 |       |
| 5       | Ulrike Kleindl   | 8,31 |       |
| 6       | Gabi Lippe       | 8,37 |       |

### Finał
Opracowano na podstawie materiału źródłowego.
| Miejsce | Zawodniczka        | Czas |
| ------- | ------------------ | ---- |
| 1       | Cornelia Oschkenat | 7,77 |
| 2       | Marjan Olyslager   | 792  |
| 3       | Mihaela Pogăcean   | 7,92 |
| 4       | Ginka Zagorczewa   | 7,95 |
| 5       | Laurence Elloy     | 7,95 |
| 6       | Florence Colle     | 8,02 |